# Выбор цели
«Вы́бор це́ли» — советский двухсерийный художественный фильм режиссёра Игоря Таланкина о сложности морального выбора, который стоял перед учёными XX века, в частности, И. В. Курчатовым и его соратниками при создании атомной бомбы. Изначальное название картины —  «Ядерный век» — было заменено после разрыва «Мосфильмом» договора с автором сценария Соломоном Шульманом.

## Сюжет
События начинаются в 1945 году во время встречи на Эльбе американских и советских войск. После происходит Потсдамская конференция, в ходе которой Гарри Трумэн даёт понять, что ничего не уступит советской стороне в послевоенном разделе Европы, так как США располагают новым оружием массового поражения. Затем сюжет возвращается к некоторым ключевым событиям 1940-х годов, которые касались разработки атомного проекта в разных странах. Союзники допрашивают группу немецких учёных, захваченных в ходе операции «Эпсилон», и пытаются понять, насколько нацисты были близки к разработке атомного оружия. Отто Ган тяжело переживает весть о бомбардировке Хиросимы и Нагасаки, считая себя лично ответственным за случившееся. В начале 1940-х годов Рузвельт принимает сложное решение о начале Манхэттенского проекта на основании письма Эйнштейна. В свою очередь, Гитлер, недооценив значение атомного оружия, останавливает все разработки в этом направлении, считая, что ему необходимы немедленные результаты.
Осенью 1942 года Сталин на даче в Кунцево собирает Вернадского, Иоффе и Зубавина (в фильме — руководитель советского атомного проекта, прообразом для которого послужил Б. Л. Ванников). Сталин получил письмо от младшего лейтенанта Флёрова, где высказывалось предположение, что союзники за океаном начали работы по ядерному оружию. Принимается решение о старте советского атомного проекта, в качестве руководителя которого Иоффе рекомендует Курчатова. Отозванный с флота, Курчатов энергично начинает работы в условиях военной разрухи. В Советском Союзе возникает новая отрасль промышленности. Тем временем за океаном, в рамках Манхэттенского проекта, американские учёные далеко продвинулись в управлении цепной реакцией и проводят свои первые испытания. Оппенгеймер испытывает угрызения совести в связи с тем, что ему приходится участвовать в разработке оружия. Американские военные готовят цели для будущей атомной бомбардировки и выбирают Хиросиму и Нагасаки. Советские учёные после серии экспериментов и практического воплощения вопросов получения компонентов ядерного оружия наконец дошли до испытания первой советской атомной бомбы на Семипалатинском полигоне. Испытание проходит успешно. С трибуны партийного съезда Курчатов говорит о мирных инициативах и о будущем, которое связано с управляемым термоядерным синтезом.

## В ролях
- Сергей Бондарчук — Игорь Курчатов
- Георгий Жжёнов — Виталий Зубавин
- Николай Волков — Абрам Иоффе
- Ирина Скобцева — Марина Курчатова
- Николай Бурляев — Федя
- Алла Покровская — Таня
- Сергей Десницкий — Изотов
- Владимир Корецкий — Гуляев
- Иван Соловьёв — Халипов
- Яков Трипольский — Иосиф Сталин
- Михаил Ульянов — Георгий Жуков
- Николай Засухин — Вячеслав Молотов
- Сергей Юрский — Роберт Оппенгеймер
- Эрих Гербердинг — Лесли Гровс
- Олег Басилашвили — Борис Паш
- Алла Демидова — Джейн
- Иннокентий Смоктуновский — Франклин Делано Рузвельт
- Ежи Калишевский[пол.] — Гарри Трумэн
- Хорст Шульце — Вернер Гейзенберг
- Милош Недбал — Макс фон Лауэ
- Фриц Диц — Отто Ган / Адольф Гитлер
- Зигфрид Вайс — Нильс Бор
- Марк Прудкин — Альберт Эйнштейн
- Борис Иванов — Лео Сцилард
- Станислав Бородокин — Феликс
- Александра Денисова — эпизод
- Николай Лебедев — министр энергетики
- Владимир Новиков — студент-дипломник (нет в титрах)
- Софья Гаррель — доктор
- Сергей Курилов — Владимир Вернадский
- Галикс Колчицкий — участник беседы Сталина с Иоффе и Вернадским
- Михаил Погоржельский (озвучивает Олег Мокшанцев)  — участник совещания с Курчатовым и Зубавиным
- Пауль Берндт (нет в титрах) — британский офицер, разговаривающий с Ганом

## Съёмочная группа
- Авторы сценария: Соломон Шульман (нет в титрах), Даниил Гранин, Игорь Таланкин
- Режиссёр-постановщик: Игорь Таланкин
- Главный оператор: Наум Ардашников
- Художники-постановщики: Татьяна Лапшина, Александр Мягков
- Композитор: Альфред Шнитке
- Звукооператоры: Григорий Коренблюм, Семён Литвинов, Валентин Бобровский
- Второй режиссёр: Леонид Черток
- Вторые операторы: Григорий Шпаклер, Владимир Горшков
- Художник по костюмам: Ольга Кручинина
- Художник-гримёр: Михаил Чикирев
- Монтажёр: Зоя Верёвкина
- Комбинированные съёмки:

- оператор — Борис Травкин
- художник — Фёдор Красный

- Директор картины: Ефим Голынский

## История создания

### Сценарий
Сценарий «Ядерный век» был написан молодым сценаристом и кинорежиссёром Соломоном Шульманом и принят киностудией «Мосфильм». Предполагалось, что снимать картину будет сам автор. Сценарий был высоко оценен академиком Петром Капицей. Утверждается, что И. Таланкин и Д. Гранин путём интриг добились аннулирования договора с Шульманом и, слегка изменив сценарий, а фактически украв его (это подтвердили эксперты В. Фрид и Ю. Дунский), запустили его как двухсерийный.
Соломон Шульман подал на Гранина и Таланкина в  суд за плагиат, выиграл процесс, и ему был выплачен гонорар. 
Прообразом для Виталия Петровича Зубавина (Георгий Жжёнов), государственного руководителя советского атомного проекта, послужил Борис Львович Ванников.

### Съёмки
В фильме произведена историческая реконструкция сцены подготовки бомбардировки японских городов Хиросимы и Нагасаки политическим и военным руководством США с участием «отца американской атомной бомбы» Роберта Оппенгеймера.
Ядерный взрыв, показанный в фильме, на самом деле представляет собой «спецэффект», созданный оператором Борисом Травкиным. Съёмка велась в два этапа: саму вспышку имитировала капля окрашенного в оранжевый цвет одеколона в тонком слое водного раствора анилиновой краски. А разрастающийся после этого атомный гриб изображала капля сиропа, падающая в наклонную кювету, дно которой покрывал тонкий слой чёрной анилиновой краски.

## Призы и премии
- Большой приз VIII Всесоюзного кинофестиваля в Кишинёве (1975)[7].
- «Серебряная Нефертити» на II МКФ в Каире (октябрь 1977)[8].